# Joan Aymamí Viadé
Joan Aymamí Viadé (Sabadell, 29 de abril de 1950-24 de enero de 2022) fue un fotoperiodista español especializado en los deportes de motor y antiguo copiloto de rallyes.

## Biografía
Compitió en más de cien rallys, con diversos pilotos como Claudio Caba Arnella (1974-1980; 1987), Juan Fernández o Alfonso Marcos. Entre sus mejores resultados destacan ocho podios en el campeonato de España. Fue segundo en el Critérium Montseny-Guilleries de 1978 y de 1979; tercero en el Costa del Sol y el Critérium de La Rioja de 1978; segundo en el Rally 2000 Virajes, 500km Nocturnos de Alicante y el Costa Brava de 1978 y segundo en el Rally Cataluña de 1977.
Fue campeón de Scalextric (1966-1970), convirtiéndose en uno de los mayores coleccionistas.
Cuando cumplió 52 años compró su primera cámara fotográfica digital. Trabajó como fotoperiodista en diversas publicaciones relacionadas con el mundo del motor como: Fórmula, 4 Tiempos, Autohebdo -corresponsal en Cataluña y redactor de rallyes-, Autopista, Automóvil, Car & Driver, El Mundo Deportivo, Diari de Sabadell -desde 1966-, Auto Moto Sport, revista Club-RACC, Autosport (UK), Rally Report (Argentina), Rally X Press (Japón).
Durante su trabajo como fotoperiodista llegó a realizar cuatro millones de fotografías.

## Premios y distinciones
Recibió diversos premios:
- Segundo puesto en el “World Rally Photo Of The Year" (1992)
- Mención Especial “Fundacio Barcelona Olímpica" (1997)